# Малі Зимниці
Малі Зимниці (рос. Малые Зимницы) — присілок в Кіровському районі Калузької області Російської Федерації.
Населення становить 115 осіб. Входить до складу муніципального утворення Село Фоминичі.

## Історія
Від 2004 року входить до складу муніципального утворення Село Фоминичі.

## Населення
| 2002 | 2010 |
| ---- | ---- |
| 154  | ↘115 |